# Острово (Болгарія)
О́строво (болг. Острово) — село в Разградській області Болгарії. Входить до складу общини Завет.

## Населення
За даними перепису населення 2011 року у селі проживали 2076 осіб.
Національний склад населення села:
| Національність   | Кількість осіб | Відсоток |
| ---------------- | -------------- | -------- |
| турки            | 1202           | 77,6%    |
| цигани           | 111            | 7,2%     |
| болгари          | 68             | 4,4%     |
| інша             | 0              | 0%       |
| не визначились   | 167            | 10,8%    |
| Всього відповіли | 1548           |          |

Розподіл населення за віком у 2011 році:
Динаміка населення: